# Trung Lèng Hồ
Trung Lèng Hồ là một xã thuộc huyện Bát Xát, tỉnh Lào Cai, Việt Nam, cách huyện lị khoảng 45 km về phía tây nam và là xã rộng nhất huyện. 

## Địa lý
Xã Trung Lèng Hồ nằm ở phía tây nam của huyện Bát Xát, cách huyện lị khoảng 45 km về phía tây nam và là xã rộng nhất huyện, có vị trí địa lý:
- Phía đông giáp xã Nậm Pung
- Phía tây và phía nam giáp tỉnh Lai Châu
- Phía bắc giáp xã Sàng Ma Sáo và xã Mường Hum.

### Địa hình
Xã Trung Lèng Hồ có địa hình phức tạp, bị chia cắt bởi các dãy núi cao, gồm hai khu vực.

## Văn hóa
- Hội Gầu Tào của người Mông.

## Thác Rồng Trung Lèng Hồ
Với dòng nước chảy xiết từ trên cao đổ xuống như một con rồng, mang vẻ đẹp vừa hoang sơ, mạnh mẽ, lại pha chút mềm mại dịu dàng đẹp như bức tranh thủy mặc. Thác Rồng Trung Lèng Hồ là một trong những điểm đến đẹp bậc nhất ở huyện Bát Xát. Thác nằm giữa thôn Trung Hồ và thôn Pờ Hồ Thấp, sở hữu vị trí cực kỳ đắc địa với cảnh sắc xinh đẹp. Người dân bản địa gọi thác nước này là “con rồng trắng” vì dáng vẻ kiêu hãnh, dũng mãnh lại pha chút mềm mại. 